# Kalecik
Kalecik là một huyện thuộc tỉnh Ankara, Thổ Nhĩ Kỳ. Huyện có diện tích 1340 km² và dân số thời điểm năm 2007 là 17007 người, mật độ 13 người/km².